# Santa María Asunción (Guerrero)
Santa María Asunción es una localidad del estado mexicano de Guerrero. Es parte del municipio de Ometepec.

## Toponimia
El nombre de la población hace referencia a la santa patrona de la localidad: Santa María de la Asunción.

## Demografía
| Gráfica de evolución demográfica |
|                                  |

| Censo | Población |
| ----- | --------- |
| 1900  | 621       |
| 1910  | 647       |
| 1921  | 737       |
| 1930  | 757       |
| 1940  | 945       |
| 1950  | 1 132     |
| 1960  | 1 208     |
| 1970  | 1 454     |
| 1980  | 1 720     |
| 1990  | 1 833     |
| 2000  | 2 235     |
| 2010  | 2 230     |
| 2020  | 2 194     |